# Джонсон (округ, Теннесси)
Округ Джонсон (англ. Johnson County) располагается в штате Теннесси, США. Официально образован в 1836 году. По состоянию на 2010 год, численность населения составляла 18 244 человека.

## География
По данным Бюро переписи США, общая площадь округа равняется 784,771 км2, из которых 771,821 км2 — суша, и 10,360 км2, или 1,410 % — это водоёмы.

## Население
По данным переписи населения 2000 года в округе проживает 17 499 жителей в составе 6827 домашних хозяйств и 4751 семьи. Плотность населения составляет 23,00 человека на км2. На территории округа насчитывается 7 879 жилых строений, при плотности застройки около 10-ти строений на км2. Расовый состав населения: белые — 96,40 %, афроамериканцы — 2,42 %, коренные американцы (индейцы) — 0,34 %, азиаты — 0,12 %, гавайцы — 0,02 %, представители других рас — 0,23 %, представители двух или более рас — 0,46 %. Испаноязычные составляли 0,86 % населения независимо от расы.
В составе 26,40 % из общего числа домашних хозяйств проживают дети в возрасте до 18 лет, 55,40 % домашних хозяйств представляют собой супружеские пары, проживающие вместе, 10,00 % домашних хозяйств представляют собой одиноких женщин без супруга, 30,40 % домашних хозяйств не имеют отношения к семьям, 26,40 % домашних хозяйств состоят из одного человека, 11,50 % домашних хозяйств состоят из престарелых (65 лет и старше), проживающих в одиночестве. Средний размер домашнего хозяйства составляет 2,35 человека, и средний размер семьи — 2,81 человека.
Возрастной состав округа: 19,70 % — моложе 18 лет, 7,40 % — от 18 до 24, 30,80 % — от 25 до 44, 27,10 % — от 45 до 64, и 27,10 % — от 65 и старше. Средний возраст жителя округа — 40 лет. На каждые 100 женщин приходится 114,60 мужчин. На каждые 100 женщин старше 18 лет приходится 114,40 мужчин.
Средний доход на домохозяйство в округе составлял 23 067 USD, на семью — 28 400 USD. Среднестатистический заработок мужчины был 24 018 USD против 18 817 USD для женщины. Доход на душу населения составлял 13 388 USD. Около 18,70 % семей и 22,60 % общего населения находились ниже черты бедности, в том числе — 26,80 % молодежи (тех, кому ещё не исполнилось 18 лет) и 21,50 % тех, кому было уже больше 65 лет.